# Acmadenia macropetala
Acmadenia macropetala är en vinruteväxtart som först beskrevs av P.E. Glover, och fick sitt nu gällande namn av Robert Harold Compton. Acmadenia macropetala ingår i släktet Acmadenia och familjen vinruteväxter. Inga underarter finns listade i Catalogue of Life.